# Literatura cristiana en Ecuador

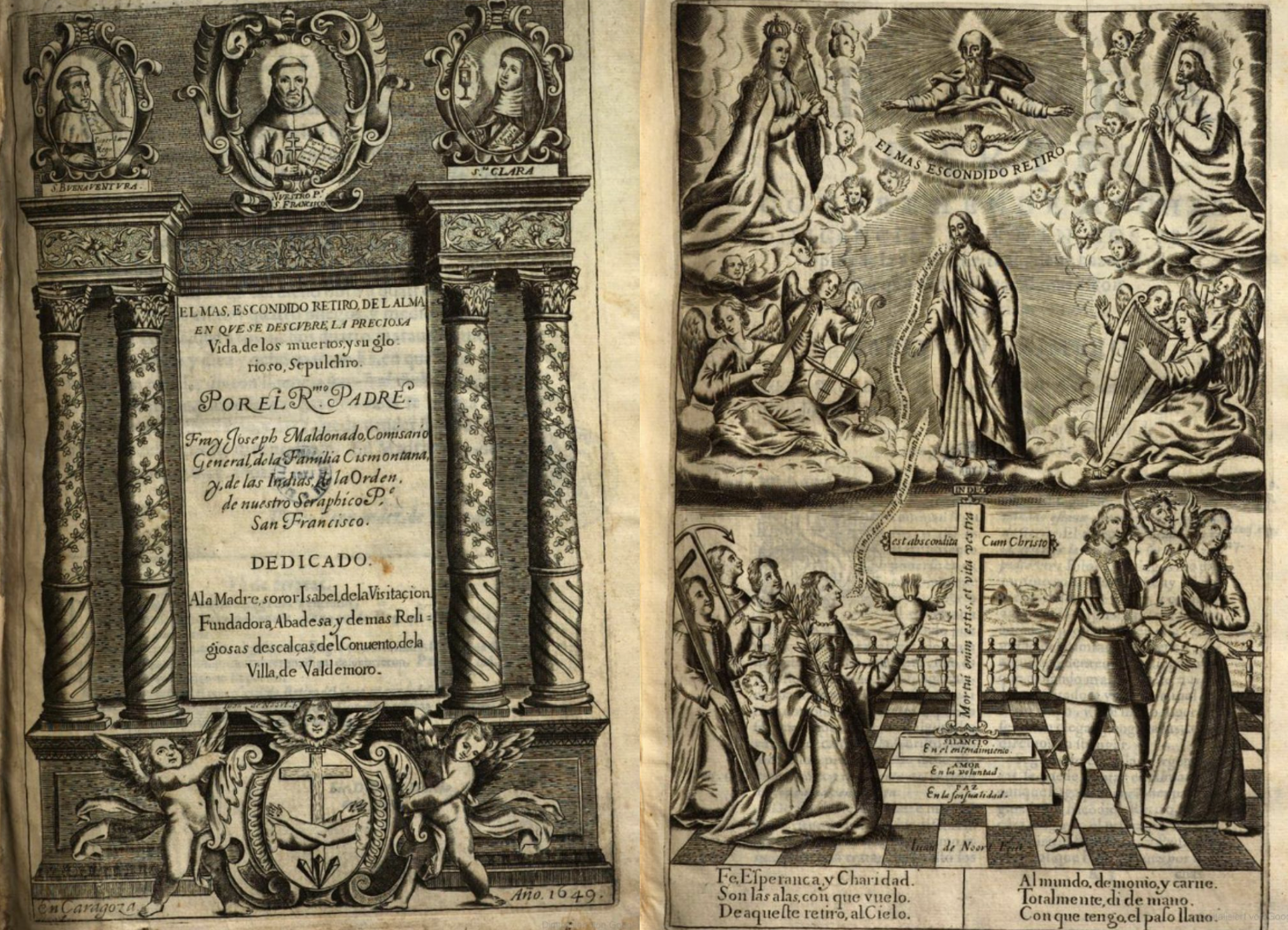
El más escondido retiro del alma, por José de Villamor Maldonado

La literatura cristiana en Ecuador ha sido una corriente de la literatura de Ecuador y que se ha manifestado en diversas expresiones que van desde la poesía católica hasta la exploración mística de la unión con lo divino, así como en el análisis crítico de estas mismas tradiciones. Dentro de la poesía católica, figuras como Antonio de Bastidas, Juan Bautista Aguirre y Remigio Crespo Toral destacaron con obras que integraban su fe en la expresión barroca en el caso de los primeros dos y romántica en el caso del tercero. Paralelamente, la literatura mística tuvo como autores a José de Villamor Maldonado, Sor Gertrudis de San Ildefonso, Catalina de Jesús Herrera, San Miguel Febres Cordero y José María Egas, quienes a través de sus escritos buscaron describir la experiencia de la unión con Dios. Finalmente, la reflexión y el análisis de estas corrientes encontraron exponentes en la crítica literaria como son Federico González Suárez, Aurelio Espinosa Pólit y Hernán Rodríguez Castelo, quienes contribuyeron a la comprensión del aservo literario ecuatoriano, incluyendo sus dimensiones religiosas y épicas, donde destacaron autores como Pedro Pablo Berroeta y José Rumazo González con sus extensos poemas de temática sacra.

## Principales ramas

### Literatura religiosa
En cuanto a los autores de literatura religiosa destacaron Antonio de Bastidas, Juan Bautista Aguirre y Remigio Crespo Toral. Estos autores desarrollaron poesía católica ya sea de manera explícita, como el caso de Bastidas y Aguirre, así como de manera más implícita como en el caso de Crespo Toral.
En primer lugar, Antonio de Bastidas y Carranza fue miembro de la Compañía de Jesús, integró profundamente su fe católica en su obra. Como predicador y catedrático, su labor en la Real Audiencia de Quito estuvo marcada por la difusión de la poesía barroca con una fuerte impronta religiosa. Esto se evidencia en su coautoría del "Ramillete de varias flores poéticas", donde secciones como las "Flores fúnebres" exploran la mortalidad desde una perspectiva cristiana, las "Flores sagradas" se centran en héroes de la fe, y las "Flores panegíricas" contienen loas a figuras religiosas y celebraciones litúrgicas, incluyendo un coloquio en honor a San Ignacio de Loyola. Su obra, por tanto, no solo introdujo nuevas formas poéticas, sino que también sirvió como vehículo para la expresión y la enseñanza de los valores y figuras centrales del catolicismo en el contexto colonial.
Por otro lado, Juan Bautista Aguirre destacó en la expresión poética. Las obras poéticas religiosas de Aguirre se caracterizan por su tratamiento de temas trascendentales a través de un lenguaje culterano. Por ejemplo, "Llanto de la Naturaleza humana después de la caída por Adán" ofrece una exploración lírica de las ramificaciones del pecado original. En "Monserrate, poema heroico sobre las acciones y vida de San Ignacio", Aguirre describe la vida de San Ignacio dentro de una narrativa lírica. De manera similar, "A la rebelión y la caída de Luzbel y sus secuaces" recrea poéticamente la narrativa bíblica con una intensidad significativa. Su poema que otorgó un "Rango épico a la Concepción de Nuestra Señora" subraya la centralidad de la devoción mariana dentro de su cosmovisión poética.
Además, Remigio Crespo Toral fue un escritor cuya obra poética fue influenciado por la tradición católica con poesías como "Mi Poema", "España y América" y "La Leyenda de Hernán", este último como respuesta a la falta de color local en la literatura americana. En su prosa, reunida en ensayos históricos y literarios, abogó por un regreso a lo nacional, destacando la importancia de la identidad y el apego por la tierra. Marcado por su formación clásica en la literatura, vivió la revolución liberal y el auge del realismo social desde afuera y apoyó la iniciativa de Aurelio Espinosa Pólit por recuperar el estudio de los clásicos y crear un canon de la literatura ecuatoriana.

### Literatura Mística

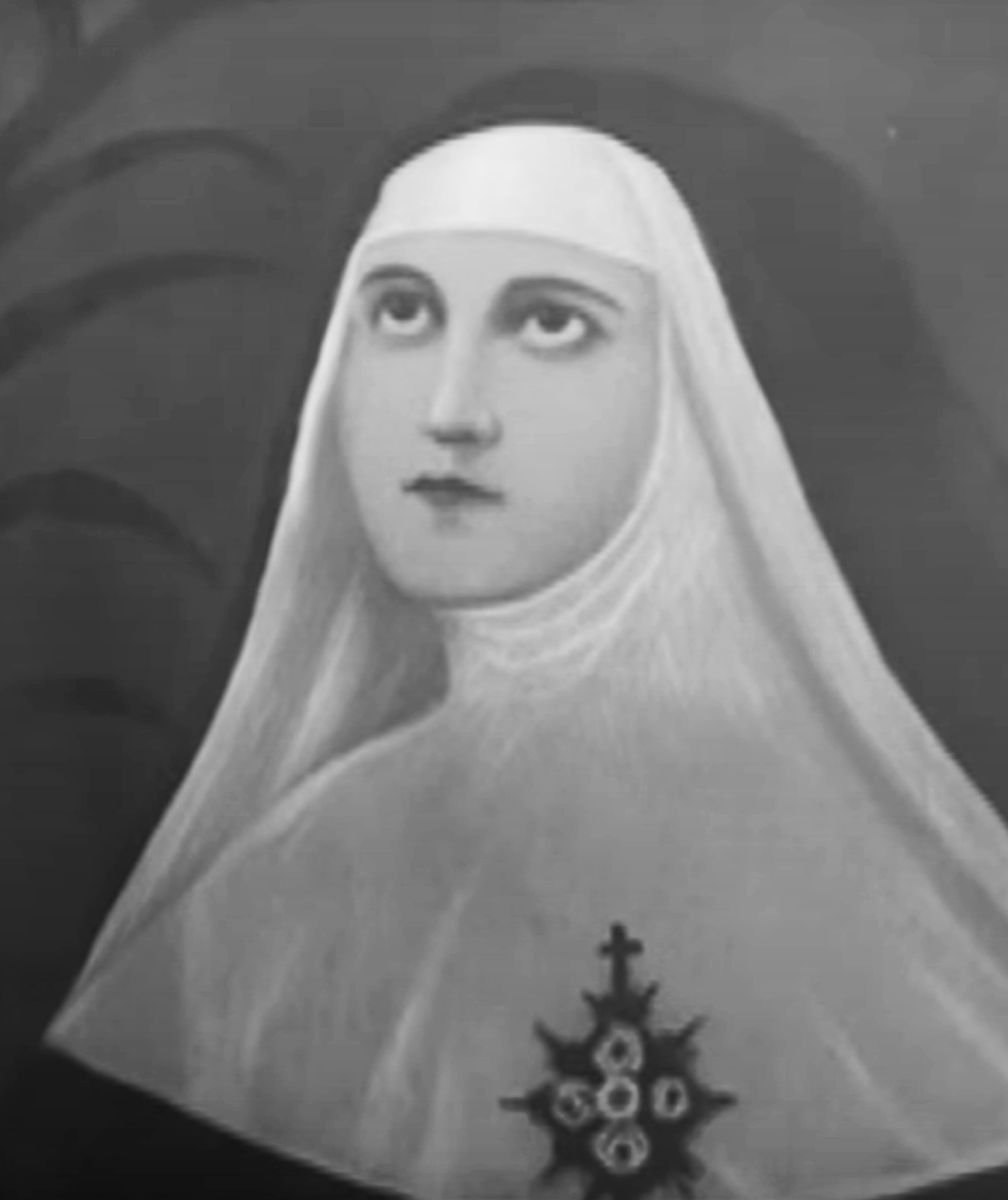
Catalina de Jesús Herrera autora de "Secretos entre el alma y Dios"

En la literatura mística, que no se limita a incluir temática religiosa sino que busca describir o motivar la unión con Dios, se destacaron José de Villamor Maldonado, Sor Gertrudis de San Ildefonso, Catalina de Jesús Herrera, San Miguel Febres Cordero, y José María Egas. 
Durante la primera mitad del siglo XVII, Fray José de Villamor Maldonado destacó como escritor en el ámbito de la literatura mística, siendo su obra más significativa "El Más Escondido Retiro del Alma", que vio la luz en 1648 y donde plasmó las clásicas vías del ascetismo, nutriéndose de su vasta experiencia como maestro de oración y guía espiritual; paralelamente, la venerable Sor Gertrudis de San Ildefonso impulsó el culto a la Virgen del Amparo, donde además escribió salves, letanías y oraciones que forman parte del canon literario colonial. No obstante, la figura que destacó en el siguiente siglo fue Catalina de Jesús Herrera, nacida en Guayaquil en 1717, quien, tras ingresar al Monasterio de Santa Catalina de Siena en Quito, fue reconocida por la Iglesia católica como venerable en virtud de los numerosos milagros que se le atribuyen. Publicó una importante autobiografía titulada "Secretos entre el alma y Dios", una obra escrita en el siglo XVIII pero que no sería publicada sino hasta 1895, revelando sus íntimas experiencias espirituales recopiladas en treinta cuadernillos que conformarían una obra completa de seis tomos. Avanzando en el tiempo, encontramos a Santo Hermano Miguel, cuyo nombre secular fue Francisco Febres-Cordero, nacido en Cuenca en 1854 y fallecido en 1910, quien, como religioso del Instituto de los Hermanos de las Escuelas Cristianas y dedicado educador ecuatoriano, alcanzó la santidad dentro de la Iglesia católica. Su poesía es un ejemplo de literatura mística que describe la unión de Dios con las almas. Ya adentrándonos en el siglo XX, José María Egas fue un poeta cuya trayectoria se caracterizó por la exploración de temas como el amor, la pérdida y lo trascendente. Publicó en 1941 "Unción y otros poemas", obra que inicialmente suscitó diversas críticas, incluyendo las del influyente Aurelio Espinosa Pólit; a pesar de las dificultades económicas que enfrentó tras la Revolución de 1944, su talento fue reconocido y aclamado en las Fiestas de la Lira de 1947; posteriormente, en 1950, logró tener buena crítica con su obra "El Milagro". Por último Aurelio Espinosa Pólit, además de su obra humanística escribiría poesía mística entre lo que encontramos "Alma adentro" (1938), "Estaciones y cristofanías" (1944) y "La fuente intermitente" (1946).

### Crítica literaria y traducción

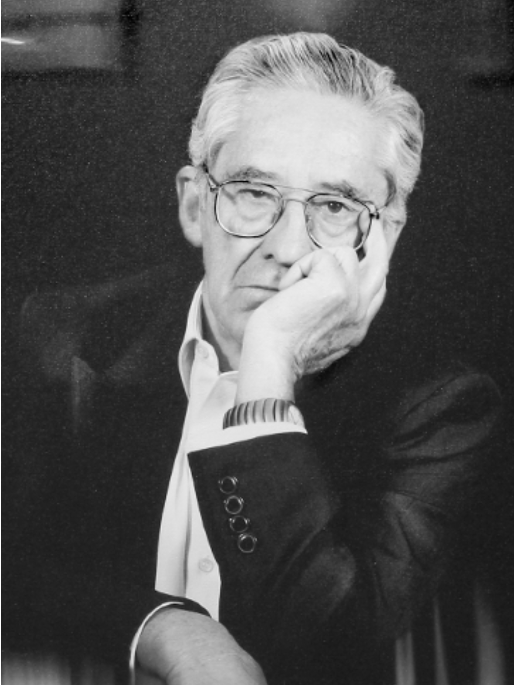
Hernán Rodríguez Castelo

En la crítica literaria uno de los más importantes escritores fue Federico González Suárez, quien vivió entre 1844 y 1917. En sus inicios, su dedicación a la literatura se vio en la publicación de obras como "La Poesía en América" y sus estudios sobre Virgilio y la poesía épica cristiana. Como crítico literario, definió los rasgos que debería tener la poesía americana, enfatizando la religiosidad, el patriotismo y la originalidad, estableciendo un contraste entre la formación de poetas a través de las religiones en la modernidad y la creación de religiones por poetas en la antigüedad; su análisis se extendió a la épica cristiana, realizando comparaciones del personaje de Lucifer en diversas obras, y propuso un enfoque original para el estudio de la época colonial ecuatoriana, concibiéndola como la "Edad Media" de Ecuador. Desarrolló una teoría estética fundamentada en la percepción de la belleza a través del sentido de la vista.
Por su parte, Aurelio Espinosa Pólit, nacido en Quito en 1894 y fallecido en la misma ciudad en 1961, fue un sacerdote jesuita que destacó como cofundador de la Pontificia Universidad Católica del Ecuador e iniciador de la biblioteca Aurelio Espinosa Pólit. Dedicó estudios significativos a las obras de Virgilio y Horacio, llevando a cabo análisis profundos y traducciones de sus textos, al tiempo que exploraba la conexión literaria entre Olmedo y Horacio; su labor intelectual también abarcó la traducción de obras de Sófocles y la publicación de diversos trabajos sobre temas religiosos y la pedagogía de la literatura.
En una generación posterior, Hernán Rodríguez Castelo (1933-2017). Sus inicios profesionales estuvieron ligados a su colaboración con la Revista del colegio San Gabriel, y su formación académica se llevó a cabo bajo la dirección de Aurelio Espinosa Pólit, obteniendo su grado con una tesis centrada en el método crítico literario; continuó su formación en España, donde alcanzó títulos en Teología, y formó parte de la Real Academia Española de la Historia y en la Real Academia Española. Su contribución a la literatura infantil ecuatoriana incluyó la temática religiosa se inauguró con la obra "El fantasmita de las gafas verdes", una historia que narra las peripecias de un fantasma aprendiz de novicio con un particular interés en el lenguaje humano. Fue autor de obras  como "El Hermano Miguel, una vida ejemplar" (1984), "Wojtyla, el papa polaco, contado a los niños y jóvenes" (1984), "Arte sacro contemporáneo del Ecuador" (1985), "Ramón Viescas, el lírico mayor del destierro y gran figura de la prosa polémica" (1999), y el texto “Berroeta y su pasión” incluido en el libro "La pasión en el arte quiteño" (1999).

### Poesía Épica

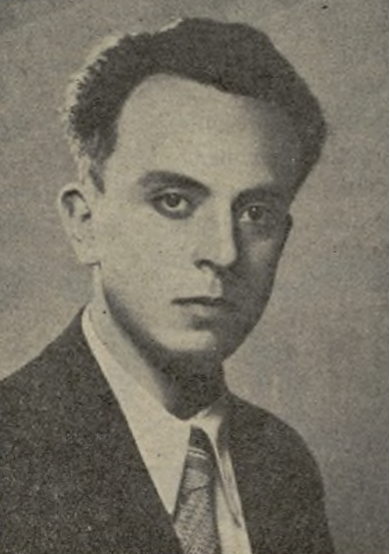
José Rumazo González

Primeramente destacó en este ámbito Pedro Pablo Berroeta (1737-1821), poeta, jesuita y misionero oriundo de Cuenca, fue uno de los poetas más importantes de la Real Audiencia de Quito durante el siglo XVIII. Tras la expulsión de la Compañía de Jesús, se unió al grupo de "jesuitas del extrañamiento", pero su legado perduró gracias a obras de gran calado. Su poema cumbre, "La Pasión de Cristo", una composición de 1026 octavas reales, junto con sus populares "Coplones del Viejo", lo consolidaron como uno de los poetas religiosos más relevantes de la colonia.
Por otro lado, José Rumazo González (1904-1995) fue un autor importante. Nacido en Latacunga y fallecido en Quito, su legado abarca una diversidad de géneros literarios. Entre su prolífica producción literaria, destaca el poema épico "Parusía". Esta obra, que supera los 200.000 versos endecasílabos, es uno de los poemas más extensos, superando en longitud al Mahabharata, la Ilíada o la Eneida. En "Parusía", Rumazo aborda temas apocalípticos y religiosos desde una perspectiva tradicional. Además de esta epopeya, José Rumazo González legó otros poemarios de literatura religiosa como Hacia lo inefable y Claridades en vislumbres.